# Børnetime
Børnetime (eller Fjernsyn for dig) er en uofficiel betegnelse for Danmarks Radios udsendelser for børn på fjernsyn, som sendes mellem 16.30 og 17.00. Tidligere lå sendetiden senere på aftenen (se nedenfor). På trods af navnet varer udsendelserne typisk mellem 25 og 30 minutter.
- indtil 2007: 18.00-18.30
- Fra 1. januar 2007: 17:30-18:00
- Fra 1. januar 2011: 16:30-17:00

I december bruges børnetimen nogle gange på tv-julekalenderen, men resten af året kan man se serier som Sigurds bjørnetime, Anna og Lotte, Bullerfnis, Kaj og Andrea, Bamses Billedbog, Lille NØRD, Fandango og mange flere.
Efter nytår 2010/11 valgte Danmarks Radio at droppe "Fjernsyn for dig" helt, da de mente, at børnene var tilgodeset med DR Ramasjang i stedet.  Der kom imidlertid så mange klager fra seere, at DR valgte at genindføre programmet, dog nu på DR Ramasjang.